# Persea galeae
Persea galeae är en lagerväxtart som beskrevs av Julián Baldomero Acuña Galé. Persea galeae ingår i släktet avokador, och familjen lagerväxter. Inga underarter finns listade i Catalogue of Life.